# 岩井一宏
岩井 一宏（いわい かずひろ、1959年9月8日 - ）は、日本の医学者・生命科学者。京都大学大学院医学研究科教授。京都市左京区出身。専門は生化学・細胞生物学。
全く新しいタイプのユビキチン鎖である直鎖状ユビキチン鎖と同ユビキチン鎖を特異的に生成する唯一の酵素であるLUBAC(ルーバック)ユビキチンリガーゼ複合体を発見した。ユビキチンはタンパク質にユビキチン鎖として結合すると、結合したタンパク質をプロテアソームによる分解に導くことが知られていたが、直鎖状ユビキチン鎖はタンパク質分解ではなく、炎症応答などを制御するシグナル伝達系であることを明らかにした。
2022年10月1日から2026年9月30日まで京都大学理事の予定。

## 経歴
- 1985年 京都大学医学部卒業
- 1985年 神戸市立中央市民病院研修医
- 1992年 京都大学大学院医学研究科博士課程修了
- 1993年 アメリカ国立衛生研究所 (NIH) 研究員
- 1996年 京都大学大学院医学研究科
- 2001年 大阪市立大学大学院医学研究科教授
- 2008年 大阪大学大学院生命機能研究科・医学系研究科教授
- 2012年 京都大学大学院医学研究科教授
- 2018年 京都大学大学院医学研究科長・医学部長

## 受賞歴
- 2015年 日本医師会医学賞
- 2017年 持田記念学術賞
- 2019年 武田医学賞
- 2020年 上原賞[2]
- 2021年 日本学士院賞[1]